# Грицишин Антон Павлович
Антон Павлович Грицишин (псевдо А. Гапронюк; 12 січня 1945, с. Могильниця, нині Стара Могильниця, нині Україна) — український журналіст, громадський діяч. Член Національної спілки журналістів України (1974).

## Життєпис
Антон Грицишин народився 12 січня 1945 року у селі Старій Могильниці, нині Теребовлянської громади Тернопільського району Тернопільської області України.
Закінчив факультет журналістики Львівського університету (1975, нині національний університет). Працював кореспондентом, завідувачем відділу редакції тернопільської обласної газети «Ровесник» (1974—1983); заступником редакції тернопільської районної газети (1983—1991); від 1991 — редактор газети «Дзвін», за сумісництвом — кореспондент щомісячника «Права людини».
Редактор і упорядник альманаху «Зродились ми великої години» (1996), член редколегії «Книги пам'яті Тернопільщини». Автор статей із історії національно-визвольної боротьби та інших публікацій. Від 1992 — заступник голови Тернопільської обласної організації товариства «Меморіал».

## Відзнаки
- Почесний громадянин міста Тернополя (2020)[2]
- медаль «За вірність» всеукраїнського товариства «Меморіал» ім. Василя Стуса